# Martin Mende
 Martin Mende  (* 30. Dezember 1898 in Dresden; † 14. Februar 1982 in Bremen) war ein deutscher Unternehmer in der Rundfunkbranche.

## Biografie
Mende war der Sohn eines Holzbildhauers. Er wurde 1920 Teilhaber in einer Firma für Elektrogeräte. Bald danach wechselte er zur Rundfunkgeräte-Fabrik Radio H. Mende & Co. in Dresden, einer Firma seines Onkels Otto Hermann Mende (1885–1940). Er wurde Leiter dieses Unternehmens. Im Zweiten Weltkrieg wurde das Werk zerstört.
Mende zog nach Bremen. Er begann nach dem Krieg ab 1947 mit dem Aufbau des neuen Unternehmens Norddeutsche Mende Rundfunk GmbH, Bremen. Da sich die DDR gegen die Verwendung des Firmennamens Mende zur Wehr setzte, wurde in Westdeutschland der Name Nordmende verwendet bzw. Radio Mende. Ende der 1950er Jahre wurde das Unternehmen zur Norddeutschen Mende Rundfunk KG umfirmiert. Die Fabrik produzierte in den ehemaligen Hallen der Focke-Wulf-Flugzeugwerke an der Diedrich-Wilkens-Straße in Bremen-Hemelingen. Nordmende war in der Nachkriegszeit einer der führenden deutschen Hersteller von Radios, Fernsehern, Tonbandgeräten und Plattenspieler. 1948 entstand das erste Rundfunkgerät, 1953 der erste Fernseher und 1967 der erste Farbfernseher. 1969 übernahmen Mendes Söhne die Leitung der Firma.
Die schlechter werdende Ertragslage war der Anlass, dass die Familie 1977 Anteile der Firma an den französischen Thomson-Brandt-Konzern verkaufte. 1978 wurden auch die verbliebenen Anteile verkauft. Eine Schließung des Bremer Werks durch Thomson scheiterte zunächst am Widerstand der Beschäftigten und des Bremer Senats. Das Bremer Werk wurde Anfang der 1980er Jahre zur Zentrale der Farbfernsehgerätemontage, bis es Ende der 1980er Jahre doch geschlossen wurde.